# Crown Princess
Crown Princess è una nave da crociera della compagnia di navigazione Princess Cruises.

## Storia e caratteristiche

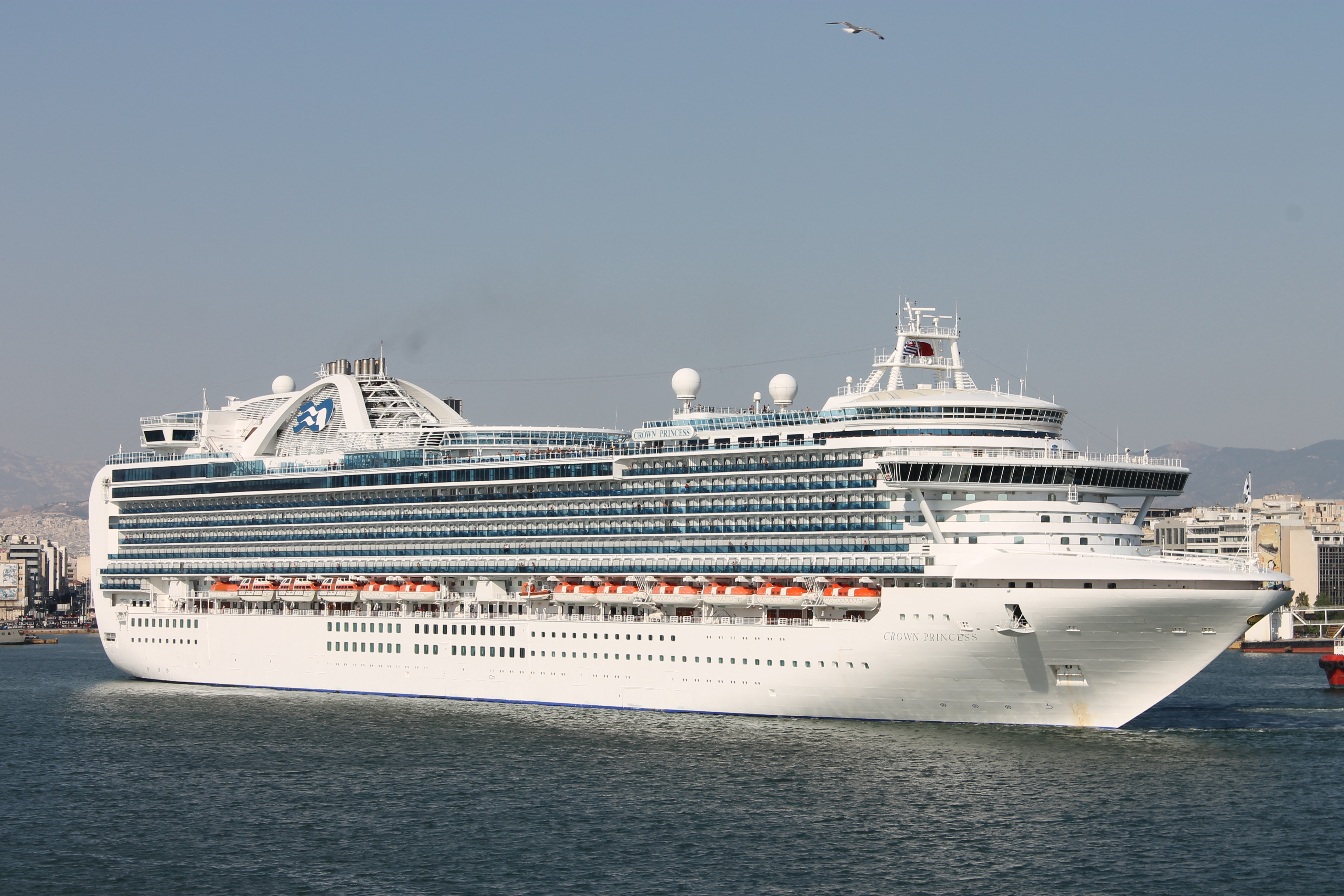
Crown Princess al Pireo con la vecchia livrea.

La nave appartiene alla classe Grand (sottoclasse Crown), è stata costruita presso il cantiere navale di Monfalcone da Fincantieri e consegnata nel 2006 all'armatore.
Come per le gemelle successive Emerald Princess e Ruby Princess, il lounge panoramico Skywalkers Night Club si trova su una struttura "ad ala" posta subito dietro il fumaiolo e non "a maniglia", ovvero  a poppa su una sovrastruttura rialzata collegata con lo scafo solo con due pilastri (come sulla Grand Princess).
Nel dicembre 2012, a seguito di una crociera transatlantica di riposizionamento da Venezia a Galveston, negli Stati Uniti, all'arrivo nella città texana più di cento passeggeri e 25 membri dell’equipaggio furono vittime di un’infezione gastrointestinale causata dal norovirus.

### Casi di COVID-19
Nell'aprile 2020, il CDC ha affermato che almeno un passeggero  è risultato positivo al SARS-CoV-2 entro due settimane dal suo sbarco.

## Navi gemelle
- Emerald Princess
- Ruby Princess